# Acrophylla thoon
Acrophylla thoon är en insektsart som först beskrevs av Carl Stål 1877.  Acrophylla thoon ingår i släktet Acrophylla och familjen Phasmatidae. Inga underarter finns listade i Catalogue of Life.